# Patrimoni dell'umanità dell'Australia
I patrimoni dell'umanità dell'Australia sono i siti dichiarati dall'UNESCO come patrimonio dell'umanità in Australia, che è divenuta parte contraente della Convenzione sul patrimonio dell'umanità il 22 agosto 1974.
Al 2025 i siti iscritti nella Lista dei patrimoni dell'umanità sono ventuno, mentre otto sono le candidature per nuove iscrizioni. I primi tre siti iscritti nella lista sono stati nel 1981 il Parco nazionale Kakadu, la Grande barriera corallina e la Regione dei laghi Willandra, durante la quinta sessione del comitato del patrimonio mondiale. Gli altri siti furono aggiunti nel 1982 (due), 1986, 1987, 1988, 1991, 1992, 1994, 1997 (due), 2000, 2003, 2004, 2007, 2010, 2011, 2019 e 2025. Cinque siti sono considerati culturali, secondo i criteri di selezione, dodici naturali e quattro misti. Due siti si trovano, almeno in parte, nei territori esterni australiani: uno nelle Isole Heard e McDonald e una componente di un sito seriale nell'Isola Norfolk.

## Siti del Patrimonio mondiale
| Foto | Sito                                                                | Luogo | Tipo                                       | Anno           | Descrizione |
| ---- | ------------------------------------------------------------------- | --- | ------------------------------------------ | -------------- | --- |
|      | Parco nazionale Kakadu                                              | Contea di West Arnhem | Misto (147; i, vi, vii, ix, x)             | 1981-1987-1992 | Questa riserva archeologica ed etnologica unica, situata nel Territorio del Nord, è abitata ininterrottamente da oltre 40 000 anni. Le pitture rupestri, le incisioni rupestri e i siti archeologici documentano le abilità e lo stile di vita degli abitanti della regione, dai cacciatori-raccoglitori della preistoria agli aborigeni che ancora vi abitano. È un esempio unico di un complesso di ecosistemi, tra cui piane di marea, pianure alluvionali, pianure e altipiani, e fornisce un habitat per un'ampia gamma di specie vegetali e animali rare o endemiche. |
|      | Grande barriera corallina                                           | Queensland | Naturale (154; vii, viii, ix, x)           | 1981           | La Grande Barriera Corallina è un sito di notevole varietà e bellezza sulla costa nord-orientale dell'Australia. Contiene la più grande serie al mondo di barriere coralline, con 400 tipi di coralli, 1 500 specie di pesci e 4 000 tipi di molluschi. Ha anche un grande interesse scientifico in quanto habitat di specie come il dugongo e la grande tartaruga verde, che sono a rischio di estinzione. |
|      | Regione dei laghi Willandra                                         | Contea di Balranald, Contea di Wentworth | Misto (167; iii, viii)                     | 1981           | In questa regione si trovano i resti fossili di una serie di laghi e formazioni sabbiose risalenti al Pleistocene, insieme a prove archeologiche dell'occupazione umana risalenti a 45-60 000 anni fa. È un punto di riferimento unico nello studio dell'evoluzione umana nel continente australiano. Qui sono stati trovati anche diversi fossili ben conservati di marsupiali giganti. |
|      | Regione selvaggia della Tasmania                                    | Tasmania | Misto (181; iii, iv, vi, vii, viii, ix, x) | 1982-1989      | In una regione che ha subito una forte glaciazione, questi parchi e riserve, con le loro ripide gole, che coprono un'area di oltre 1 milione di ettari, costituiscono una delle ultime distese di foresta pluviale temperata al mondo. Resti rinvenuti in grotte calcaree attestano l'occupazione umana dell'area per più di 20 000 anni. |
|      | Gruppo dell'Isola di Lord Howe                                      | Isola di Lord Howe | Naturale (186; vii, x)                     | 1982           | Notevole esempio di isole oceaniche isolate, nate dall'attività vulcanica a più di 2000 m sotto il mare, queste isole vantano una topografia spettacolare e ospitano numerose specie endemiche, in particolare uccelli. |
|      | Foreste pluviali del Gondwana dell'Australia                        | Nuovo Galles del Sud, Queensland | Naturale (368; vii, ix, x)                 | 1986-1994      | Questo sito, che comprende diverse aree protette, è situato prevalentemente lungo la Grande Scarpata, sulla costa orientale dell'Australia. Le eccezionali caratteristiche geologiche mostrate intorno ai crateri vulcanici a scudo e l'alto numero di specie rare e minacciate della foresta pluviale sono di importanza internazionale per la scienza e la conservazione della natura. |
|      | Parco nazionale Uluṟu-Kata Tjuṯa                                    | Contea di MacDonnell | Misto (447; v, vi, vii, viii)              | 1987-1994      | Questo parco, precedentemente chiamato Parco Nazionale di Uluru (Ayers Rock – Mount Olga), presenta spettacolari formazioni geologiche che dominano la vasta pianura di sabbia rossa dell'Australia centrale. Uluru, un immenso monolito, e Kata Tjuta, le cupole rocciose situate a ovest di Uluru, fanno parte del tradizionale sistema di credenze di una delle più antiche società umane del mondo. I proprietari tradizionali di Uluru-Kata Tjuta sono gli aborigeni Aṉangu. |
|      | Tropici umidi del Queensland                                        | Contea di Douglas, Contea di Hinchinbrook, Contea di Mareeba, Regione di Cairns, Regione di Cassowary Coast, Regione di Charters Towers, Regione di Tablelands, Townsville          | Naturale (486; vii, viii, ix, x)           | 1988           | Quest'area, che si estende lungo la costa nord-orientale dell'Australia per circa 450 km, è costituita in gran parte da foreste pluviali tropicali. Questo biotopo offre una gamma particolarmente ampia e variegata di piante, oltre a marsupiali e uccelli canori, insieme ad altri animali e specie vegetali rari e in via di estinzione. |
|      | Baia degli Squali, Australia Occidentale                            | Contea di Shark Bay | Naturale (578; vii, viii, ix, x)           | 1991           | Nel punto più occidentale del continente australiano, la Baia degli Squali, con le sue isole e la terra che la circonda, presenta tre eccezionali caratteristiche naturali: i suoi vasti prati di fanerogame, che sono i più grandi (4 800 km²) e i più ricchi del mondo; la sua popolazione di dugonghi; e le sue stromatoliti (colonie di alghe che formano depositi duri a forma di cupola e sono tra le più antiche forme di vita sulla terra). La Baia degli Squali ospita anche cinque specie di mammiferi in via di estinzione. |
|      | K'gari (Isola di Fraser)                                            | Regione di Fraser Coast | Naturale (630; vii, viii, ix)              | 1992           | K'gari (Isola di Fraser) si trova appena al largo della costa orientale dell'Australia. Con i suoi 122 km di lunghezza, è la più grande isola di sabbia del mondo. Maestosi resti di una foresta pluviale che cresce sulla sabbia e metà dei laghi di duna d'acqua dolce del mondo si trovano nell'entroterra della sua spiaggia. La combinazione di dune di sabbia mutevoli, foreste pluviali tropicali e laghi lo rende un sito eccezionale. |
|      | Siti di fossili di mammiferi australiani (Riversleigh / Naracoorte) | Contea di Burke, Municipalità di Naracoorte Lucindale | Naturale (698; viii, ix)                   | 1994           | Riversleigh e Naracoorte, situati rispettivamente nel nord e nel sud dell'Australia orientale, sono tra i 10 più grandi siti fossiliferi del mondo. Sono una superba illustrazione delle fasi chiave dell'evoluzione della fauna endemica dell'Australia. |
|      | Isole Heard e McDonald                                              | Isole Heard e McDonald | Naturale (577; viii, ix)                   | 1997           | Le isole Heard e McDonald si trovano nell'Oceano Antartico. Essendo le uniche isole subantartiche vulcanicamente attive, "aprono una finestra sulla terra", offrendo così l'opportunità di osservare i processi geomorfici in corso e le dinamiche glaciali. Il valore di conservazione distintivo di Heard e McDonald, uno dei rari ecosistemi insulari incontaminati del mondo, risiede nella completa assenza di piante e animali alieni, nonché nell'impatto umano. |
|      | Isola Macquarie                                                     | Municipalità di Huon Valley | Naturale (629; vii, viii)                  | 1997           | Macquarie è un'isola nell'Oceano Antartico, situata a sud-est della Tasmania, circa a metà strada tra l'Australia e il continente antartico. L'isola è la cresta esposta della dorsale di Macquarie, sollevata nella sua posizione attuale dove la placca tettonica indo-australiana incontra la placca del Pacifico. È un sito di grande importanza per la geoconservazione, essendo l'unico luogo sulla terra in cui le rocce del mantello terrestre sono attivamente esposte al di sopra del livello del mare. Queste esposizioni uniche includono eccellenti esempi di basalti a cuscino e altre rocce estrusive. |
|      | Area delle Greater Blue Mountains                                   | Nuovo Galles del Sud | Naturale (917; ix, x)                      | 2000           | L'area delle Greater Blue Mountains è composta da 1,03 milioni di ettari di altipiani di arenaria, scarpate e gole dominate dalla foresta temperata di eucalipti. Il sito, composto da otto aree protette, è noto per la sua rappresentazione dell'adattamento evolutivo e della diversificazione degli eucalipti nell'isolamento post-Gondwana nel continente australiano. Novantuno taxa di eucalipti si trovano all'interno dell'area delle Greater Blue Mountains, che è anche eccezionale per la diversità strutturale ed ecologica associata alla sua vasta gamma di habitat. Il sito fornisce una rappresentazione significativa della biodiversità australiana con il 10% della flora vascolare e un numero significativo di specie rare o minacciate, comprese specie relitte endemiche, come la wollemia, che sono persistite in micrositi altamente limitati. |
|      | Parco nazionale Purnululu                                           | Contea di Halls Creek | Naturale (1094; vii, viii)                 | 2003           | Il Parco nazionale Purnululu contiene la Bungle Bungle Range, profondamente sezionata, composta da arenaria di quarzo di età devoniana erosa in un periodo di 20 milioni di anni in una serie di torri o coni a forma di alveare, le cui superfici in forte pendenza sono distintamente contrassegnate da bande orizzontali regolari di croste grigio scuro di cianobatteri (organismi fotosintetici unicellulari). Questi eccezionali esempi di cono carsico devono la loro esistenza e unicità all'interazione di diversi fenomeni geologici, biologici, erosivi e climatici. |
|      | Royal Exhibition Building e Carlton Gardens                         | Città di Melbourne | Culturale (1131; ii)                       | 2004           | Il Royal Exhibition Building e i Carlton Gardens circostanti furono progettati per le grandi esposizioni internazionali del 1880 e del 1888 a Melbourne. L'edificio e il parco sono stati progettati da Joseph Reed. L'edificio è costruito in mattoni, legno, acciaio e ardesia. Combina elementi dello stile bizantino, romanico, longobardo e rinascimentale italiano. La struttura è tipica del movimento espositivo internazionale che ha visto oltre 50 esposizioni allestite tra il 1851 e il 1915 in sedi tra cui Parigi, New York, Vienna, Calcutta, Kingston (Giamaica) e Santiago (Cile). Tutti condividevano un tema e obiettivi comuni: tracciare il progresso materiale e morale attraverso le manifestazioni dell'industria di tutte le nazioni. |
|      | Teatro dell'Opera di Sydney                                         | Città di Sydney | Culturale (166; i)                         | 2007           | Inaugurato nel 1973, il Teatro dell'Opera di Sydney è una grande opera architettonica del XX secolo che riunisce molteplici filoni di creatività e innovazione sia nella forma architettonica che nel design strutturale. Una grande scultura urbana ambientata in uno straordinario paesaggio acquatico, sulla punta di una penisola che si protende nel porto di Sydney, l'edificio ha avuto un'influenza duratura sull'architettura. Il Teatro dell'Opera di Sydney comprende tre gruppi di volte a "conchiglia" a incastro che coprono due sale principali per spettacoli e un ristorante. Queste strutture a guscio sono poste su una vasta piattaforma e sono circondate da aree terrazzate che fungono da atri pedonali. Nel 1957, quando il progetto del Teatro dell'Opera di Sydney fu assegnato da una giuria internazionale all'architetto danese Jørn Utzon, segnò un approccio alla costruzione radicalmente nuovo. |
|      | Siti carcerari australiani                                          | Città di Fremantle, Città di Hobart, Città di Sydney, Longford, Municipalità di Glamorgan Spring Bay, Municipalità di Inner West, Municipalità di Tasman, Parramatta, Isola Norfolk | Culturale (1306; iv, vi)                   | 2010           | Il patrimonio comprende una selezione di undici tra le migliaia di siti penali stabiliti dall'Impero britannico sul suolo australiano nel XVIII e XIX secolo. I siti sono sparsi in tutta l'Australia, da Fremantle nell'Australia Occidentale a Kingston e Arthur's Vale sull'isola di Norfolk a est; e dalle aree intorno a Sydney a nord, ai siti situati in Tasmania a sud. Circa 166 000 uomini, donne e bambini furono inviati in Australia in 80 anni tra il 1787 e il 1868, condannati dalla giustizia britannica al trasporto nelle colonie penali. Ciascuno dei siti aveva uno scopo specifico, sia in termini di reclusione punitiva che di riabilitazione attraverso il lavoro forzato per aiutare a costruire la colonia. Il sito seriale presenta i migliori esempi sopravvissuti di deportazione di detenuti su larga scala e mostra l'espansione coloniale delle potenze europee attraverso la presenza e il lavoro di detenuti.                                                                                                 |
|      | Costa di Ningaloo                                                   | Contea di Exmouth | Naturale (1369; vii, x)                    | 2011           | La proprietà marina e terrestre di 604 500 ettari della costa di Ningaloo, sulla remota costa occidentale dell'Australia, comprende una delle barriere coralline costiere più lunghe del mondo. I raduni annuali di squali balena si verificano lungo la costa di Ningaloo, che ospita numerose specie marine, tra cui una grande varietà di tartarughe marine. La parte terrestre del sito presenta un esteso sistema carsico e corpi idrici sotterranei con una fitta rete di grotte, condotti e corsi d'acqua sotterranei. Essi sostengono una varietà di specie rare che contribuiscono all'eccezionale biodiversità del sito marino e terrestre. |
|      | Paesaggio culturale di Budj Bim                                     | Contea di Glenelg, Contea di Moyne | Culturale (1577; iii, v)                   | 2019           | Il paesaggio culturale di Budj Bim, situato nel territorio tradizionale del popolo Gunditjmara, è costituito da tre componenti seriali contenenti uno dei sistemi di acquacoltura più estesi e antichi del mondo. Le colate laviche del Budj Bim forniscono la base per il complesso sistema di canali, sbarramenti e dighe sviluppato dai Gunditjmara per intrappolare, immagazzinare e raccogliere il kooyang (Anguilla australis). Il sistema di acquacoltura altamente produttivo ha fornito una base economica e sociale per la società Gunditjmara per sei millenni. Il paesaggio culturale è il risultato di un processo creativo narrato dai Gunditjmara come una storia profonda, legata all'idea che essi hanno sempre vissuto in questo territorio. Da una prospettiva archeologica, il tempo profondo rappresenta un periodo di almeno 32 000 anni. Il rapporto dinamico tra Gunditjmara e la loro terra costituisce sistemi di conoscenza oggi conservati attraverso la trasmissione orale e la continuità della pratica culturale. |
|      | Paesaggio culturale di Murujuga                                     | Città di Karratha | Culturale (1709; i, iii, v)                | 2025           | Murujuga è un paesaggio di rocce antiche situato nell'Australia nord-occidentale, che comprende la penisola di Burrup, le 42 isole dell'arcipelago di Dampier e le aree marine circostanti. È plasmato dalla Tradizione – regole e narrazioni che furono messe in atto per creare il Paese – e dalla presenza duratura dei Ngarda-Ngarli, proprietari tradizionali e custodi del sito. Il luogo possiede un profondo significato culturale e spirituale, che riflette oltre 50 000 anni di cura e utilizzo continui. Murujuga è rinomata per la sua densa concentrazione di petroglifi, caratterizzati da motivi unici che dimostrano maestria artistica e tecnica. |

## Siti candidati
| Foto | Sito | Luogo                            | Tipo                           | Anno       | Descrizione |
| ---- | --- | -------------------------------- | ------------------------------ | ---------- | --- |
|      | Area del patrimonio mondiale di Great Sandy                                                                     | Regione di Fraser Coast          | Naturale (5480; vii, viii, ix) | 04/01/2010 | Si tratta dell'estensione del patrimonio mondiale dell'Isola di Fraser per includervi la sezione Cooloola del Parco nazionale Great Sandy, il Breaksea Spit a nord dell'Isola di Fraser, Platypus Bay, il sito Ramsar di Great Sandy Strait/Tin Can Bay e la Riserva militare di Wide Bay. Il suo affascinante paesaggio mette in mostra fenomeni naturali superlativi e aree di bellezza naturale attraverso lunghe spiagge protette da alte dune, brughiera spruzzata di fiori di campo colorati, mangrovie, boschi di banksia e Eucalyptus signata, ombrose foreste di Eucalyptus andrewsii, foreste pluviali con alberi imponenti e tranquilli laghi e corsi d'acqua. |
|      | Area del patrimonio mondiale delle foreste pluviali del Gondwana dell'Australia (estensione del sito esistente) | Nuovo Galles del Sud, Queensland | Naturale (5541; viii, ix, x)   | 07/05/2010 | Le aggiunte proposte si trovano all'interno della stessa ampia area geografica del Patrimonio mondiale già esistente, con un'estensione settentrionale per includere il Parco nazionale dei Monti Bunya. Si propone l'aggiunta di un totale di 689 364 ettari, comprese tutte le aree precedentemente raccomandate dalla IUCN come parte delle foreste pluviali del Gondwana (268 678 ha); aree contigue a una parte esistente delle foreste pluviali del Gondwana (114 429 ha); e aree ritenute importanti secondo altri criteri in coerenza col valore universale del sito (306 257 ha). |
|      | Monti Flinders                                                                                                  | Australia Meridionale            | Naturale (6524; viii)          | 15/04/2021 | Le successioni geologiche dei Monti Flinders rappresentano una straordinaria finestra sulla fase più importante della storia della Terra descritta come "l'alba della vita animale". Le sette componenti in questo sito seriale presentano una registrazione geologica delle condizioni climatiche e degli ambienti estremamente fluttuanti della Terra in un periodo di 350 milioni di anni che evidenzia le speciali condizioni ambientali che hanno dato origine alla vita animale. Questa successione include la vita dalle stromatoliti microbiche alla prima vita multicellulare primitiva, all'avvento degli animali come esemplificato dalla notevole fauna di Ediacara. L'evoluzione di scheletri, arti, occhi, predazione e tane verticali durante l'esplosione del Cambriano è stata l'origine di molte moderne forme di vita animale. |